# Na stanici polární
Na stanici polární je v pořadí desáté studiové album skupiny Mňága a Žďorp, které vyšlo na začátku roku 2008
ve vydavatelství Monitor.
Autobiografická deska, jejímž hlavním motivem je láska, vybočuje z řady nahrávek tematicky laděných „veselých písní o smrti“. Autor textů a frontman skupiny Petr Fiala tuto změnu komentuje slovy „Nemusím být věčně naštvaný, ale mohu se trochu usmívat“.

## Obsazení
- Petr Fiala - zpěv, akustická kytara, klávesy
- Martin Knor - kytara, mandolína
- Jaromír Mikel - kytara, zpěv, sbor
- Jiří Tibitanzl - altsaxofon, sopránsaxofon, klávesy, sbor
- Petr Nekuža - baskytara, sbor
- Pavel Koudelka - bicí

### Hosté
- Zuzana Fialová - zpěv, sbor
- Jitka Andrášková - sbor
- Martin Koníček - klávesy

## Seznam písní
1. A chce se žít!
2. Na stanici polární
3. Rajčata a růže
4. Cesty Páně
5. Kafe
6. Kam se dožijem
7. Píseň kostelní
8. Tajný plán
9. Na svobodě
10. Dubový taxík
11. Láska